# Hugh Edmonds
Hugh Edmonds (Chryston, 1884 – ...) è stato un calciatore scozzese, di ruolo portiere.

## Carriera
Arriva al Manchester United nel febbraio del 1911, proveniente dal Bolton. Debutta l'11 febbraio contro il Bristol City, partita vinta 3-1. Nel 1912 lascia Manchester dopo aver giocato 51 partite tra First Division, FA Cup e Charity Shield, vincendo il titolo inglese e la supercoppa nazionale nel 1911. Trasferitosi al Glenavon nel luglio del 1912, in seguito gioca anche per Linfield e Jarrow, ove chiude la carriera.

## Palmarès

### Club

#### Competizioni nazionali
- Campionato inglese: 1

Manchester United: 1910-1911
- Charity Shield: 1

Manchester United: 1911